# Хорхе Буручага
Хорхе Буручага (на испански: Jorge Burruchaga) е аржентински футболист, полузащитник и треньор.

## Кариера
Буручага е юноша на Арсенал де Саранди, но започва кариерата си през 1982 г. в по-известния Индепендиенте. През 1983 г. заедно с „червените дяволи“ става шампион, а година по-късно му помага да спечели рекордната седма Копа Либертадорес. Голът на Буручага в ответния мач на Олимпико Монументал е единствен в двата мача с Гремио. През декември, заедно с отбора в Токио, побеждава Ливърпул и печели Междуконтинентална купа по футбол.
През 1985 г. преминава в Нант и в първия сезон е обявен за най-добрия чуждестранен играч в Лига 1 на Франция. Играе там до 1993 г., а след това играе за Валансиен. През 1993 г. е наказан от ФИФА да не играе 2 години за така наречената „пасивна корупция“ в случая на Валансиен и Олимпик Марсилия. Тогава „марсилци“ си купуват победата като гост с 1:0, а Буручага е подкупен, но по-късно твърди, че се е отказал. Завършва кариерата си като футболист на Индепендиенте. По време на втория си престой, печели Суперкопа Судамерикана.
Буручага е известен с това, че отбелязва победния гол срещу Западна Германия във финалите на световното първенство през 1986 г.

## Отличия

### Отборни
Индепендиенте
- Примера дивисион: 1983 (М)
- Копа Либертадорес: 1983
- Суперкопа Судамерикана: 1995

### Международни
Аржентина
- Световно първенство по футбол: 1986